# Liste der Naturschutzgebiete in Suriname
Suriname besitzt elf Naturschutzgebiete, einen Naturpark und vier besondere Umweltgebiete (Multiple-use management areas), im Küstenbereich liegende Mehrzweckareale.
| Gebietsname                               | Gründungsjahr       | Fläche in Hektar    | Distrikt              |
| Naturschutzgebiete:                       | Naturschutzgebiete: | Naturschutzgebiete: | Naturschutzgebiete:   |
| ----------------------------------------- | ------------------- | ------------------- | --------------------- |
| Ober-Coesewijne-Naturschutzgebiet         | 1986                | 27.000              | Saramacca, Para       |
| Brinckheuvel-Naturschutzgebiet            | 1961                | 6.000               | Brokopondo            |
| Zentral-Suriname-Naturschutzgebiet        | 1998                | 1.600.000           | Sipaliwini            |
| Coppename-Mündung-Naturschutzgebiet       | 1966                | 10.000              | Saramacca             |
| Galibi-Naturschutzgebiet                  | 1969                | 4.000               | Marowijne             |
| Hertenrits-Naturschutzgebiet              | 1972                | 100                 | Nickerie              |
| Copi-Naturschutzgebiet                    | 1986                | 18.000              | Para                  |
| Peruvia-Naturschutzgebiet                 | 1986                | 31.000              | Coronie               |
| Sipaliwini-Naturschutzgebiet              | 1971                | 100.000             | Sipaliwini            |
| Wanekreek-Naturschutzgebiet               | 1986                | 45.000              | Marowijne             |
| Wia-Wia-Naturschutzgebiet                 | 1966                | 36.000              | Marowijne             |
| Naturpark:                                |                     |                     |                       |
| Brownsberg-Naturpark                      | 1970                | 12.200              | Brokopondo            |
| Besondere Mehrzweckgebiete:               |                     |                     |                       |
| Bigi-Pan-Mehrzweckgebiet                  | 1987                | 67.900              | Nickerie, Coronie     |
| Nord-Commewijne-Marowijne-Mehrzweckgebiet | 2002                | 61.500              | Commewijne, Marowijne |
| Nord-Coronie-Mehrzweckgebiet              | 2001                | 27.200              | Coronie               |
| Nord-Saramacca-Mehrzweckgebiet            | 2001                | 88.400              | Saramacca             |